# Digital Curation Centre
El Digital Curation Centre (DCC) és una institució del Regne Unit que lidera, a nivell mundial, les experiències relacionades amb el tractament i la preservació digital de la informació. Concentra la seva activitat entorn la comunitat de recerca universitària del Regne Unit.

## Finalitat
El DCC fou creat amb l'objectiu d'afrontar els reptes que presenta el tractament de la informació digital. La comunitat investigadora del Regne Unit genera grans quantitats de dades, que comporten una major inversió en termes de digitalització. L'activitat del DCC se centra a facilitar i desenvolupar el coneixement i les habilitats necessàries per a la gestió de dades de recerca. Per assolir aquests objectius, proporciona assessorament especialitzat i suport pràctic en la gestió, tractament, emmagatzematge, protecció i compartiment de la informació digital.

## Història
L'any 2002 el Joint Information Systems Committee (JISC) va decidir crear un centre d'abast nacional que liderés els processos d'arxius digitals, tractament de dades i preservació digital en l'àmbit de la investigació. Dos anys més tard, el març del 2004, el DCC iniciava les seves activitats a l'e-Science Institute Arxivat 2014-04-17 a Wayback Machine. de la Universitat d'Edimburg.
El seu funcionament s'estructura en fases:
1. Primera fase: març 2004 - febrer 2007
2. Segona fase: març 2007 - febrer 2010
3. Tercera fase: març 2010 - març 2013

Aquestes fases van lligades a uns objectius concrets i reben finançament de diferents fonts. La primera fase va ser totalment finançada pel JISC, mentre que la segona i tercera fases van comptar amb finançament de fonts diverses. Durant el 2011 el DCC va rebre una subvenció per part del HEFCE's Universities Modernisation Fund (UMF) per tal d'implementar les recomanacions de l'informe del 2010 de l'UK Research Data Service.
Durant les dues primeres fases, el DCC va centrar els seus objectius en la preservació digital i el tractament de la informació digital centrant-se en: especialistes en dades, gestors de fitxers, bibliotecaris, arxivistes, investigadors i també els responsables de polítiques en la matèria. També va establir col·laboracions amb els sectors públics comercials i altres organitzacions internacionals amb finalitats comunes. Durant la segona fase es va emfatitzar en establir una participació directa amb el personal investigador en actiu, que va portar a col·laboracions amb el projecte SCARP. La tercera fase es caracteritza per un enfocament cap a la capacitació i la creació d'habilitats en el tractament de dades en el conjunt de la comunitat investigadora universitària. Amb aquesta finalitat, i gràcies al finançament rebut pel HEFCE, el DCC ha establert col·laboracions institucionals amb 21 universitats.

## Funcions
- Assessora de manera especialitzada i dona suport a les institucions del Regne Unit en temes d'emmagatzematge, tractament i preservació de dades digitals per assegurar-ne el seu ús a llarg termini.
- Proporciona informació i accés a tot un seguit de recursos que el DCC ha anat recopilant des del 2004. L'accés a la biblioteca digital és gratuït i ofereix diferents eines per utilitzar tècniques de tractament de dades digitals, com per exemple el DCC Curation Lifecycle Model o el Curation Reference Manual.
- Ofereix formació per adquirir les habilitats adequades a l'hora d'administrar i compartir dades de manera eficaç i segura.
- Aconsella en temes de desenvolupament de polítiques i planificació de la gestió de dades.
- Promou l'experiència i bones pràctiques en el tractament de dades digitals, no només en l'àmbit nacional sinó també en l'internacional.
- Organitza esdeveniments per donar a conèixer les seves activitats i rebre suport pels diferents projectes.

## Projectes
Per promoure el desenvolupament del centre, el DCC col·labora amb diverses entitats externes. D'aquesta col·laboració sorgeixen diferents projectes, liderats o amb participació del DCC.

### Actuals
- Collaboration to Clarify the Costs of Curation (4C). Aquest projecte té com a objectiu guiar les organitzacions a l'hora d'invertir de manera efectiva en recursos de tractament i preservació de dades. El projecte compta amb tretze col·laboradors de set països europeus.
- Jisc Research Data Registry and Discovery Service. Es tracta d'un projecte pilot centrat en l'anàlisi i l'avaluació d'un registre o catàleg que inclogui totes les dades de recerca del Regne Unit.

### Anteriors
Alguns dels projectes en què el DCC ha participat o creat en el passat són:
- Data Management Skills Support Initiative - Assessing, Benchmarking and Classifying (DaMSSI-ABC). Projecte que té com a objectiu recolzar i millorar la coherència en el desenvolupament, la difusió i la reutilització dels materials de formació en gestió de dades d'investigació.
- DryadUK. Aquest projecte va ajudar a la creació d'un repositori internacional de dades d'investigació en l'àmbit de la biologia.
- DigCurV. Projecte per crear un marc curricular destinat a la formació professional en el tractament de dades digitals.
- Closing the Digital Curation Gap. Projecte d'àmbit internacional per desenvolupar i per integrar les millors pràctiques en investigació i desenvolupament, i la formació en el tractament de dades digitals.
- Open Science Case Studies. Projecte amb l'objectiu de conèixer les motivacions dels investigadors per treballar de manera oberta respecte a les seves dades i resultats, i analitzar quins són els avantatges.
- SCARP. A través d'una sèrie d'estudis de cas, aquest projecte va identificar les diferents visions sobre el dipòsit de dades, l'intercanvi i la reutilització, el tractament i la conservació de dades en diferents projectes de recerca.
- ERIS. Projecte per millorar els repositoris digitals a Escòcia.